# 7e armée (Allemagne)
La 7e armée (en allemand : 7. Armee) était une armée (regroupement d'unités) de la Deutsches Heer (armée de terre allemande) pendant la Première Guerre mondiale, puis de la Heer (armée de terre de la Wehrmacht) lors de la Seconde Guerre mondiale.

## Seconde Guerre mondiale
Elle est constituée juste avant l'entrée en guerre de l'Allemagne en août 1939 sous le commandement du général Friedrich Dollmann.
La 7e armée participe à la bataille de France en mai et juin 1940. Elle est ensuite envoyée dans la zone occupée. Lorsque la menace d'un débarquement allié en Europe de l'Ouest se précise, la 7e armée est envoyée en Bretagne et en Normandie. Elle est chargée de la protection des côtes de la Manche.
Lors du débarquement en Normandie, en juin 1944, la 7e armée reçoit le premier choc sur la partie ouest du front. Elle ne sera que peu secondée, la 15e armée restant dans le Pas de Calais, Hitler croyant à un second débarquement dans la région. Après la chute de Cherbourg et la mort de Dollmann (crise cardiaque ou suicide), l'Obergruppenführer SS Paul Hausser alors commandant du 2e SS-Panzerkorps en prend le commandement. Après de lourdes pertes lors de la bataille de Normandie, elle est décimée dans la poche de Falaise en août 1944. En partie reconstituée, la 7e armée se trouve dans les Ardennes, à la frontière belgo-luxembourgeoise durant l'opération Market Garden. Elle participe à la contre-attaque allemande des Ardennes mais elle n'est plus constituée que 3 divisions d'infanterie et une division parachutiste. Son rôle est alors de protéger le flanc sud de la 5e armée panzer. Mais elle est de nouveau décimée. Après la bataille de Remagen, quand les Alliés encerclent la poche de la Ruhr, la 7e armée se rend à la 1re armée des États-Unis.

### Composition
Parmi les unités qui la composaient lors de la bataille de Normandie, on peut citer :
- le II. Fallschirmkorps du général Meindl
- le XXXXVII. Panzerkorps du général von Funck
- le LXXXIV. Armeekorps du général Elfeld

### Organisation

#### Commandants successifs
| Date                               | Grade                    | Commandant              |
| ---------------------------------- | ------------------------ | ----------------------- |
| 25 août 1939 - 28 juin 1944        | Generaloberst            | Friedrich Dollmann      |
| 29 juin 1944 - 21 août 1944        | SS-Oberstgruppenführer   | Paul Hausser            |
| 21 août 1944 - 22 août 1944        | General der Panzertruppe | Hans Freiherr von Funck |
| 22 août 1944 - 2 septembre 1944    | General der Panzertruppe | Heinrich Eberbach       |
| 3 septembre 1944 - 21 février 1945 | General der Panzertruppe | Erich Brandenberger     |
| 22 février 1945 - 25 mars 1945     | General der Infanterie   | Hans-Gustav Felber      |
| 26 mars 1945 - 4 mai 1945          | General der Infanterie   | Hans von Obstfelder     |

#### Chefs d'état-major
| Date                              | Grade           | Commandant                      |
| --------------------------------- | --------------- | ------------------------------- |
| 26 août 1939 - 25 novembre 1940   | Generalleutnant | Walther Fischer von Weikersthal |
| 25 novembre 1940 - 9 juillet 1942 | Generalmajor    | Werner Richter                  |
| 9 juillet 1942 - 7 mars 1943      | Generalmajor    | Friedrich Sixt                  |
| 7 mars 1943 - 1er juin 1943       | Generalmajor    | Henning von Thadden (de)        |
| 1er juin 1943 - Avril 1944        | Generalmajor    | Max-Josef Pemsel                |
| Avril 1944 - Mai 1944             | Oberst          | Horst Kraehe                    |
| Mai 1944 - 28 juillet 1944        | Generalmajor    | Max-Josef Pemsel                |
| 28 juillet 1944 - 8 mai 1945      | Generalmajor    | Rudolf-Christoph von Gersdorff  |

### Théâtres d'opérations
- Ligne Siegfried 1939
- Campagne de l'Ouest 1940
- Occupation de la France 1940-1944
- Campagne française 1944
- Ligne Siegfried 1944-1945
- Front de l'Est 1945

### Ordre de bataille
1er septembre 1939
- À la disposition de la 7. Armee
  - 78. Infanterie-Division
  - 212. Infanterie-Division
  - 215. Infanterie-Division

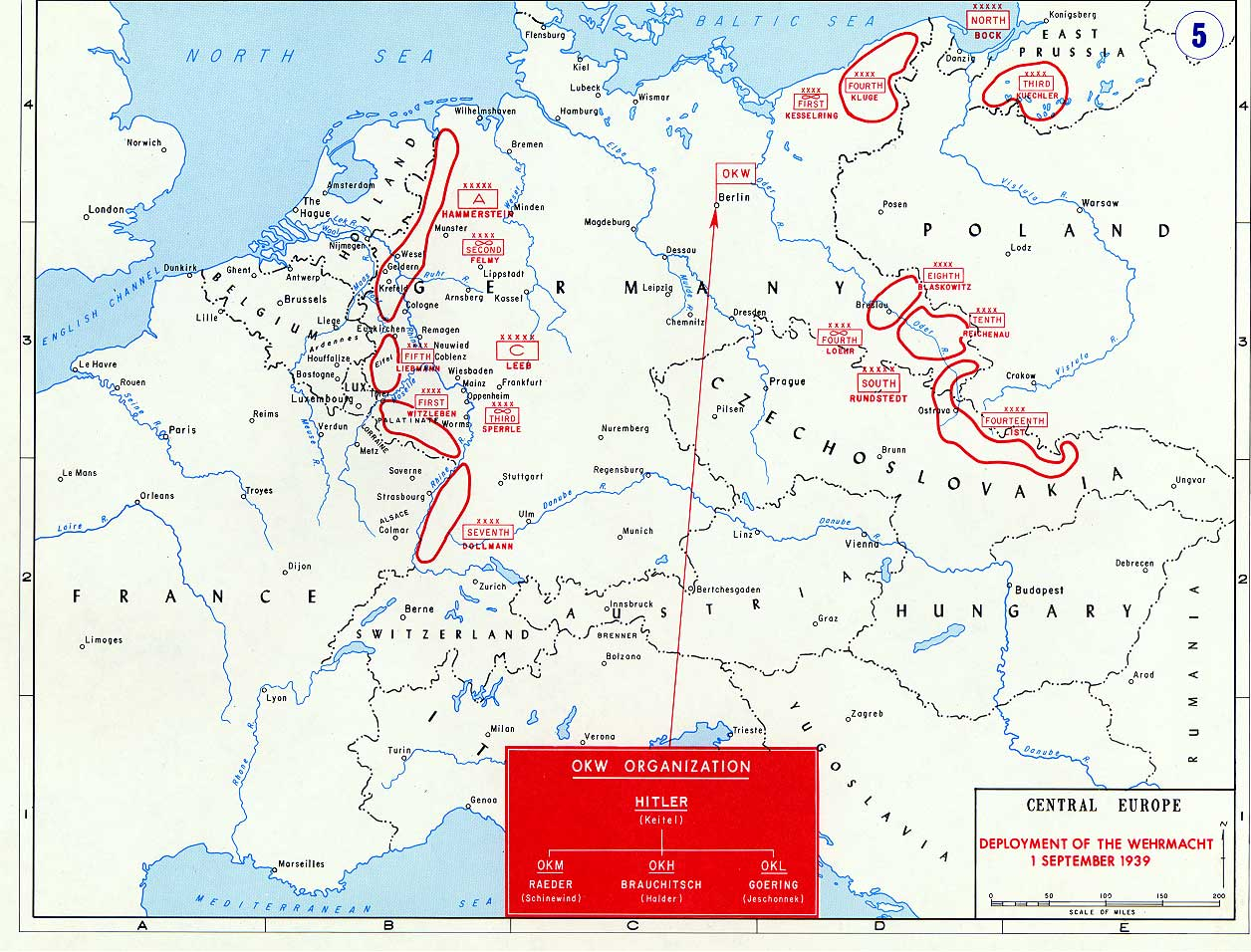
Situation de la 7e armée allemande au 1er septembre 1939.

- Generalkommando der Grenztruppen Oberrhein
  - 35. Infanterie-Division
  - 5. Infanterie-Division
  - 14. Landwehr-Division
  - SS-Infanterie-Regiment “Der Führer”

8 juin 1940
- XXVII. Armeekorps (À la disposition de la 7. Armee)
  - 213. Infanterie-Division
  - 218. Infanterie-Division
  - 221. Infanterie-Division
  - 239. Infanterie-Division
- XXV. Armeekorps
  - 557. Infanterie-Division
  - 555. Infanterie-Division
- Höheres Kommando z.b.V. XXXIII
  - 554. Infanterie-Division
  - 556. Infanterie-Division

16 novembre 1942
- À la disposition de la 7. Armee
- LXXXIV. Armeekorps
  - SS-Division "Das Reich"
  - 165. Reserve-Division
  - 319. Infanterie-Division
  - 320. Infanterie-Division
  - 348. Infanterie-Division
  - 716. Infanterie-Division
- XXV. Armeekorps
  - 17. Infanterie-Division
  - 257. Infanterie-Division
  - 333. Infanterie-Division
  - 346. Infanterie-Division

15 mai 1944
- À la disposition de la 7. Armee
  - II. Fallschirm-Korps
  - 2. Fallschirmjäger-Division
  - 3. Fallschirmjäger-Division
  - 5. Fallschirmjäger-Division
  - 91. (LL) Infanterie-Division
- LXXXIV. Armeekorps
  - 716. Infanterie-Division
  - 352. Infanterie-Division
  - 709. Infanterie-Division
  - 243. Infanterie-Division
  - 319. Infanterie-Division
  - 2. Fallschirmjäger-Division
- XXV. Armeekorps
  - 343. Infanterie-Division
  - 265. Infanterie-Division
  - 275. Infanterie-Division
  - 353. Infanterie-Division
- LXXIV. Armeekorps
  - 77. Infanterie-Division
  - 266. Infanterie-Division

15 juin 1944
- À la disposition de la 7. Armee
  - XXXXVII. Panzerkorps
  - 5. Fallschirmjäger-Division
  - 17. SS-Panzergrenadier-Division “Götz von Berlichingen”
- I. SS-Panzerkorps
  - 21. Panzer-Division
  - 12. SS-Panzer-Division “Hitler Jugend”
  - Panzer-Lehr-Division
  - 716. Infanterie-Division
- LXXXIV. Armeekorps
  - 319. Infanterie-Division (À la disposition de la 7. Armee)
- II. Fallschirm-Korps (subordinated to LXXXIV. Armeekorps)
  - 2. Panzer-Division (part)
  - 3. Fallschirmjäger-Division
  - 352. Infanterie-Division + Kampfgruppe 275. Infanterie-Division
  - Fallschirmjäger-Regiment 6
  - Kampfgruppe 265. Infanterie-Division
  - 17. SS-Panzergrenadier-Division “Götz von Berlichingen”
- Kampfgruppe Hellmich (subordonné au LXXXIV. Armeekorps)
  - 243. Infanterie-Division
  - 91. (LL) Infanterie-Division
  - 77. Infanterie-Division
  - 709. Infanterie-Division
  - Grenadier-Regiment 752
- LXXIV. Armeekorps
  - 266. Infanterie-Division
  - 353. Infanterie-Division
- XXV. Armeekorps
  - 265. Infanterie-Division
  - 275. Infanterie-Division
  - 343. Infanterie-Division
  - 2. Fallschirmjäger-Division

15 juillet 1944
- À la disposition de la 7. Armee
  - 2. Fallschirmjäger-Division
- II. Fallschirm-Korps
  - 3. Fallschirmjäger-Division
  - 352. Infanterie-Division
  - Kampfgruppe 266. Infanterie-Division
  - 353. Infanterie-Division
  - 243. Infanterie-Division
- LXXXIV. Armeekorps
  - Panzer-Lehr-Division
  - 5. Fallschirmjäger-Division
  - 17. SS-Panzergrenadier-Division “Götz von Berlichingen”
  - Schnelle Brigade 30
  - 2. SS-Panzer-Division “Das Reich”
  - Gruppe König (Kommandeur 91. Infanterie-Division): 77. Infanterie-Division, 91. Infanterie-Division, Kampfgruppe 265. Infanterie-Division, 353. Infanterie-Division
  - 243. Infanterie-Division
  - 319. Infanterie-Division
- LXXIV. Armeekorps
  - 5. Fallschirmjäger-Division
  - 266. Infanterie-Division
- XXV. Armeekorps
  - 343. Infanterie-Division
  - 265. Infanterie-Division

31 août 1944
- II. Fallschirm-Korps
  - 3. Fallschirmjäger-Division
  - 5. Fallschirmjäger-Division
  - 708. Infanterie-Division
  - 89. Infanterie-Division
  - 277. Infanterie-Division
  - 326. Infanterie-Division
- LXXXIV. Armeekorps
  - 363. Infanterie-Division
  - Kampfgruppe 243. Infanterie-Division
  - 84. Infanterie-Division
  - 272. Infanterie-Division
- XXV. Armeekorps
  - 265. Infanterie-Division
  - 343. Infanterie-Division
  - 2. Fallschirmjäger-Division
  - 266. Infanterie-Division

16 septembre 1944
- À la disposition de la 7. Armee
  - 12. Infanterie-Division
- LXXXI. Armeekorps
  - 275. Infanterie-Division
  - 49. Infanterie-Division
  - Kampfgruppe 116. Panzer-Division + Panzer-Brigade 105
  - Kampfgruppe 9. Panzer-Division
- LXXIV. Armeekorps
  - Kampfgruppe 347. Infanterie-Division
  - 3. Fallschirmjäger-Division
  - Division Nr. 526
- I. SS-Panzerkorps
  - Kampfgruppe 1. SS-Panzer-Division “Leibstandarte SS Adolf Hitler”
  - 12. SS-Panzer-Division “Hitler Jugend”
  - Kampfgruppe 2. SS-Panzer-Division “Das Reich”
  - Kampfgruppe 2. Panzer-Division
  - Kampfgruppe Division Nr. 172

28 septembre 1944
- LXXXI. Armeekorps
  - 183. Volks-Grenadier-Division
  - 49. Infanterie-Division
  - 246. Volks-Grenadier-Division
  - 12. Infanterie-Division
  - 275. Infanterie-Division
- LXXIV. Armeekorps
  - 353. Infanterie-Division
  - Kampfgruppe 347. Infanterie-Division
  - 89. Infanterie-Division
  - 348. Infanterie-Division
- I. SS-Panzerkorps
  - 1. SS-Panzer-Division “Leibstandarte SS Adolf Hitler”
  - 12. SS-Panzer-Division “Hitler Jugend”
  - Kampfgruppe 2. SS-Panzer-Division “Das Reich” + Kampfgruppe 2. Panzer-Division
  - Kampfgruppe Division Nr. 172
- LXXX. Armeekorps
  - Kampfgruppe Hauser (Panzer-Lehr-Division)
  - 36. Grenadier-Division
  - Kampfgruppe 5. Fallschirmjäger-Division

13 octobre 1944
- À la disposition de la 7. Armee
  - 3. Panzer-Grenadier-Division
- I. SS-Panzerkorps
  - 183. Volks-Grenadier-Division
  - 49. Infanterie-Division
  - 116. Panzer-Division
  - Panzer-Brigade 108
- LXXXI. Armeekorps
  - 246. Volks-Grenadier-Division
  - 12. Volks-Grenadier-Division
- LXXIV. Armeekorps
  - 275. Infanterie-Division
  - 89. Infanterie-Division
  - Kampfgruppe 347. Infanterie-Division
- LXVI. Armeekorps
  - 1. SS-Panzer-Division “Leibstandarte SS Adolf Hitler”
  - 12. SS-Panzer-Division “Hitler Jugend”
  - Kampfgruppe 2. SS-Panzer-Division “Das Reich”
  - Kampfgruppe 2. Panzer-Division
  - Kampfgruppe Division Nr. 172
- LXXX. Armeekorps
  - 353. Infanterie-Division
  - 36. Volks-Grenadier-Division

5 novembre 1944
- À la disposition de la 7. Armee
  - LVIII. Panzerkorps
  - 272. Volks-Grenadier-Division
  - 26. Volks-Grenadier-Division
- LXXIV. Armeekorps
  - 275. Infanterie-Division
  - 116. Panzer-Division
  - 89. Infanterie-Division
  - 347. Infanterie-Division
- LXVI. Armeekorps
  - 18. Volks-Grenadier-Division
  - Kampfgruppe 91. Infanterie-Division
  - 2. Panzer-Division
- LXXX. Armeekorps
  - 353. Infanterie-Division
  - 36. Volks-Grenadier-Division

26 novembre 1944
- À la disposition de la 7. Armee
  - LIII. Armeekorps
  - LXXXV. Armeekorps z.b.V.
  - 2. Panzer-Division
  - 116. Panzer-Division
  - 276. Volks-Grenadier-Division
  - 352. Volks-Grenadier-Division
  - 326. Volks-Grenadier-Division
- LXXIV. Armeekorps
  - 275. Infanterie-Division
  - 344. Infanterie-Division
  - 89. Infanterie-Division
  - 272. Volks-Grenadier-Division
  - 277. Volks-Grenadier-Division
- LXVI. Armeekorps
  - 18. Volks-Grenadier-Division
  - 26. Volks-Grenadier-Division
- LXXX. Armeekorps
  - 353. Infanterie-Division
  - 212. Volks-Grenadier-Division

31 décembre 1944
- À la disposition de la 7. Armee
  - 11. Panzer-Division
- LIII. Armeekorps
  - 5. Fallschirmjäger-Division
  - Führer-Grenadier-Brigade
  - 9. Volks-Grenadier-Division
- LXXXV. Armeekorps
  - 79. Volks-Grenadier-Division
  - 352. Volks-Grenadier-Division
- LXXX. Armeekorps
  - 276. Volks-Grenadier-Division
  - 212. Volks-Grenadier-Division

21 janvier 1945
- À la disposition de la 7. Armee
  - 9. Volks-Grenadier-Division
  - Panzer-Lehr-Division
  - XXXXVII. Panzerkorps
- LIII. Armeekorps
  - 276. Volks-Grenadier-Division
  - 79. Volks-Grenadier-Division
- LXXX. Armeekorps
  - 352. Volks-Grenadier-Division
  - 2. Panzer-Division
  - 212. Volks-Grenadier-Division

1er mars 1945
- À la disposition de la 7. Armee
  - 246. Volks-Grenadier-Division
- LIII. Armeekorps
  - Kampfgruppe 326. Volks-Grenadier-Division
  - 167. Volks-Grenadier-Division
  - 340. Volks-Grenadier-Division
- XIII. Armeekorps
  - 79. Volks-Grenadier-Division + 276. Volks-Grenadier-Division
  - 2. Panzer-Division
  - 352. Volks-Grenadier-Division + 9. Volks-Grenadier-Division
- LXXX. Armeekorps
  - Kampfgruppe 560. Volks-Grenadier-Division
  - 212. Volks-Grenadier-Division

12 avril 1945
- À la disposition de la 7. Armee
  - 6. SS-Gebirgs-Division “Nord”
- LXXXX. Armeekorps
  - Alarm-Einheiten
- LXXXV. Armeekorps
  - 11. Panzer-Division
  - Kampfgruppe Generalleutnant Schroetter
- Stellvertretendes XII. Armeekorps (Wehrkreis XII)
  - Kampfgruppe von Berg
  - 2. Panzer-Division
- LXXXII. Armeekorps
  - 36. Volks-Grenadier-Division + 256. Volks-Grenadier-Division
  - 21. Flak-Division
  - 416. Infanterie-Division

30 avril 1945
- À la disposition de la 7. Armee
  - 2. Panzer-Division
- XII. Armeekorps
  - 347. Volks-Grenadier-Division
  - Division Nr. 413
  - Divisionsgruppe Bennicke
- Stellvertretendes XIII. Armeekorps (Wehrkreis XIII)
  - 11. Panzer-Division
  - Ersatz und Ausbildungs-Einheiten
  - Pionier-Brigade 655
- LXXXV. Armeekorps